# Lycopodium staudtii
Lycopodium staudtii là một loài thực vật có mạch trong Họ Thạch tùng. Loài này được C.D. Adams & Alston mô tả khoa học đầu tiên.